# 宮下大輝
宮下 大輝（みやした たいき、1999年8月10日 - ）は、ジャパンラグビーリーグワン花園近鉄ライナーズに所属するラグビー選手。

## プロフィール
- 兵庫県出身[1]。
- ポジションはフランカー(FL)。
- 身長 181 cm、体重 98 kg

## 略歴
2018年、報徳学園高校卒業後、立命館大学に入る。なお報徳学園高校時代、副将を務めたことがある。
2022年、立命館大学卒業後、花園近鉄ライナーズに加入。同年12月18日に行われたJAPAN RUGBY LEAGUE ONE第1節グリーンロケッツ東葛戦にて先発出場でリーグワン公式戦初出場を果たした。